# Acalypha ruderalis
Acalypha ruderalis är en törelväxtart som beskrevs av Carl Friedrich Philipp von Martius och Nathaniel Lord Britton. Acalypha ruderalis ingår i släktet akalyfor, och familjen törelväxter. Inga underarter finns listade i Catalogue of Life.